# Cola tessmannii
Cola tessmannii är en malvaväxtart som beskrevs av Adolf Engler och K. Krause. Cola tessmannii ingår i släktet Cola och familjen malvaväxter. Inga underarter finns listade i Catalogue of Life.